# Антоан Вато
Жан-Антоан Вато (на френски: Jean Antoine Watteau или Wateau) е френски художник от края на 17 и началото на 18 век, представител на стила рококо.

## Биография
Жан-Антоан Вато е роден през есента на 1684 г. във Валансиен. Тъй като до 1677 г. градът принадлежи на Фландрия, Вато е наричан от някои свои съвременници „фламандец“. Получава църковно кръщене на 10 октомври. Баща му Жан-Филип Вато е майстор на покриви.
Още като малък Антоан е даден за ученик на валансиенския художник Жерен. Когато бащата престава да плаща шестте турски лири договорени с майстора, младежът напуска ателието. Страхувайки се да не бъде заставен да стане войник, каквато е практиката на епохата, Вато заминава за Париж – около 1702 г.
Като първи учител на Вато във френската столица се сочи художникът декоратор Метейе. Има сведения, че младежът пристига в Париж именно с него.
Вато постъпва в ателие за живопис на моста Нотр Дам, специализирало се в правенето на копия по картини на известни фламандски майстори. Тук срещу нищожно заплащане младежът копира картини от рода на „Старицата“ на Герард Доу. Влиянието на фламандската школа личи ясно в ранните му произведения „Селски танц“ и „Кухня“.
Около година или две след пристигането си Вато се запознава с Жан Мариет, гравьор и търговец на картини. В неговия магазин на улица „Сен Жак“ художникът има възможност да разглежда гравюри по произведения на Тициан, Рембранд и Рубенс. От последния той се възхищава особено много.
Антоан става ученик на Клод Жило, който е пристигнал от Фландрия. Той е търсен живописец в Париж. Подобно на Вато се интересува от театър. Според приятеля на Вато и търговец на произведения на изкуството, Жан Жулиен, Жило харесал картините на младежа и го поканил в ателието си. Изказано е предположение, че Жило запознава ученика си с представленията на италианската и френска театрални трупи в Париж. Една гравюра на Клод Жило изобразява изгонването на италианските актьори от владенията на херцога на Бургундия през 1697 г. На нея е отбелязано, че е правена по картина на Вато. Самата картина не е запазена.
Сътрудничеството между Вато и Жило не продължава дълго. Според Жан Жулиен двамата се разделят поради несходство в характерите. Около 1707 – 1708 г. Вато се мести в ателието на художника декоратор Клод Одран. Той става негов ученик и помощник при работата му в Люксембургския дворец. Там се съхраняват оригинални творби на Никола Пусен и Рубенс, които Вато има възможност да изучава. Под ръководството на Одран той се учи да рисува декоративно-изящни стенописи, изкуство повлияно от рисувания порцелан.
Навярно с помощта на Одран, през 1709 г. Вато получава поръчка за украса със стенописи на кабинет в замъка „Ла Мюет“. Цялостната стенописна декорация не може да бъде възстановена, но са запазени гравюри по нея, както и няколко рисувани табла от ламперията: „Бакхус“ и „Прелъстител“.
През 1709 г. художникът участва в конкурс за „Римска награда“, организиран от Кралската академия. Победителят в съревнованието получава право на обучение в Италия за сметка на академията. Ескизът на Вато е одобрен, той се ползва и с подкрепата на член на академията. Темата поставена пред четиримата претенденти е „Завръщането на Давид след победата над Голиат“. Картината на Вато, която остава на второ място, не е запазена. След неуспеха си художникът прекратява сътрудничеството с Одран и се връща във Валансиен.
В родния си град Вато създава множество рисунки и няколко картини на военна тематика. Сред тях са „Рекрути, догонващи полка“ и „Войнишка почивка“. Художникът се сприятелява с военния Антоан дьо Ла Рок, когото изобразява, все още ранен, в рисунка от 1709 г. Запознава се и с валансиенския скулптор Жан Патер, чийто син, Жан-Батист, взема под свое покровителство.
През 1710 г. Антоан Вато и Жан-Батист заминават за Париж. Тук Вато става все по-търсен художник. Рисува много, но предпочита да разработва свои теми, вместо да изпълнява поръчки. Изоставя военната тематика. Рисува кавалери и дами, забавляващи се сред разкошни градини, мотив който става основен в творчеството му. Другата тема, която го вълнува, е театърът. Вато често рисува актьорите от италианската и френската театрални трупи.
На 30 юли 1712 г. Антоан Вато кандидатства за членство в академията. Според правилника художникът първо трябва да представи свои творби и ако бъдат одобрени от журито, да му бъде поставена тема, по която да работи. За Вато принципът бил нарушен. Журито му предоставило възможност сам да избере тема на картината, с която ще кандидатства. Обичайният срок за изпълнение на творбата е 2 години, но Вато на няколко пъти иска отсрочка. Картината „Отплаване към остров Китера“ е завършена едва след 5 години. Представена на академичното жури на 30 август 1717 г. На събитието присъства регентът Филип Орлеански. Тъй като изкуството на Вато не отговаря на никой от признатите от академията жанрове, той получава членство с уговорката, че е „художник на галантни увеселения“. По-късно живописецът създава втори вариант на картината. Днес първият се намира в Лувъра, а вторият в Берлин.
След като през 1715 г. напуска първия си покровител, Сироа, Вато се запознава с банкера Пиер Кроза. Той е известен както с огромното си богатство, така и с любовта си към изкуството. Кроза става меценат на художника, който се премества да живее в дома му.
През 1718 – 1719 г. Антоан Вато напуска къщата на банкера. Заедно с художника Влайгелс се настанява у чиновника Льобрьон, племенник на известния придворен живописец Шарл Льобрьон.
В края на 1719 г. Вато предприема пътуване до Лондон, за да се консултира с английски лекари, относно туберкулозата, от която страда. Тук той отсяда в дома на своя поклонник и подражател Филип Мерсие. Нарушавайки пословичното си безразличие към финансовите изгоди, Вато влага през 1720 г. голяма сума в Лондонската южноокеанска компания. Измамен от мошеник, представящ се за собственик на речни плавателни съдове по Мисисипи, художникът губи по-голямата част от спестяванията си.
Връщайки се в Париж (1720 г.), Вато се залавя усилено за работа, за да компенсира финансовите си загуби.
По молба на търговеца на картини Франсоа Жерсен той рисува фирмена табела за неговия магазин. Картината представя знатни дами и господа, разглеждащи произведения на изкуството в магазина на Жарсен. Тя толкова се харесва на собственика си, че той изобщо не я използва по предназначение, за да не се повреди от атмосферните условия на открито. Днес „Фирмата на Жерсен“ се съхранява в Берлин и е една от най-известните творби на Вато.
През 1721 Антоан Вато отива на лечение в курортното градче Ножан-сюр-Марн. Тук той умира от туберкулоза на 18 юли, на 38-годишна възраст.

## Творчество
Основните теми в творчеството на Антоан Вато са „галантните празненства“ и актьорите и техните представления. Към тях може да се прибави и краткото увлечение от ранните години на художника по военната тематика. Върху развитието му влияние оказват фламандската школа, Рубенс и Пусен.
Повечето от картините на Вато са с малки размери. Художникът използва ситни мазки, като изгражда творбите си главно с хладни тонове. Наред с Паоло Веронезе и Диего Веласкес Вато е сред малкото майстори на студения колорит. Поради прекалено голямата употреба на ленено масло, много от картините му са покрити със ситни пукнатини. Почти никога Вато не надписва произведенията си, нито ги наименува. Поради тази причина те са датирани приблизително и носят условни имена.
Картините на майстори на рококото, като Оноре Фрагонар и Франсоа Буше, са изпълнени с лекота и фриволност. За разлика от тях, творбите на Вато, съдържат тайнственост и меланхолия.
- „Погрешна стъпка“, ок. 1717 г.
- „Утринен тоалет“, ок. 1717 г.
- „Отплаване към остров Китера“, 1717 г.
- „Семейството на Мецетен“, ок. 1717 г.
- „Нацупената“, ок. 1718 г.
- „Празненство в парка“, 1718 – 20 г.
- „Присъдата на Парис“, ок. 1720 г.
- „Фирмата на Жерсен“, 1720 г.